# Municipio de Whitewater (Indiana)
El municipio de Whitewater (en inglés: Whitewater Township) es un municipio ubicado en el condado de Franklin en el estado estadounidense de Indiana. En el año 2010 tenía una población de 2684 habitantes y una densidad poblacional de 29,43 personas por km².

## Geografía
Según la Oficina del Censo de los Estados Unidos, tiene una superficie total de 91.2 km², de la cual 90,61 km² corresponden a tierra firme y (0,65 %) 0,59 km² es agua.

## Demografía
Según el censo de 2010, había 2684 personas residiendo. La densidad de población era de 29,43 hab./km². De los 2684 habitantes, estaba compuesto por el 99,52 % blancos, el 0,19 % eran amerindios, el 0,04 % eran asiáticos y el 0,26 % eran de una mezcla de razas. Del total de la población el 0,3 % eran hispanos o latinos de cualquier raza.